# André-Hubert Fournet
Pour les articles homonymes, voir Fournet.
André-Hubert Fournet, né le 6 décembre 1752 à Saint-Pierre-de-Maillé et mort le 13 mai 1834 à La Puye, est un prêtre français, fondateur de la congrégation des Filles de la Croix, en collaboration avec Jeanne-Élisabeth Bichier des Âges. Canonisé, sa fête est fixée au 13 mai de chaque année.

## Biographie

### Origines familiales
André-Hubert Fournet naît dans une famille de l'ancienne bourgeoisie poitevine profondément marquée par la tradition ecclésiastique. Il est le fils de Pierre Fournet, sieur de Thoiré, et de Florence Chasseloup. 
Du côté paternel, Pierre Fournet avait treize frères et sœurs, dont cinq prêtres et deux religieuses. Cette famille s'était enrichie au début du XVIIIe siècle : le grand-père d'André-Hubert, Louis Fournet, était collecteur de la dîme épiscopale sur toute une région. Cette ascension sociale s'accompagna d'un anoblissement et d'une importante tradition religieuse : sur les dix enfants de Louis Fournet, quatre fils devinrent prêtres et trois filles religieuses.
Du côté maternel, Florence Chasseloup appartenait à une famille de la bourgeoisie d'Angles-sur-l'Anglin qui avait également donné des ecclésiastiques : elle eut un oncle et un frère prêtres. André-Hubert était cousin germain de Julien Augustin Chasseloup de Chatillon (1760-1800), général français, et parent de Charles Louis de Chasseloup de La Motte (1792-1862), militaire et statisticien.
André-Hubert était le neuvième d'une famille de dix enfants, ayant notamment une sœur nommée Catherine avec laquelle il vécut ses dernières années à La Puye.

### Enfance et vocation
André-Hubert est baptisé le lendemain de sa naissance, le 7 décembre 1752, par le curé de la paroisse, son oncle Antoine Fournet. Ce dernier était curé de Saint-Pierre-de-Maillé depuis près de cinquante ans.
Sa mère, Florence Chasseloup, fervente chrétienne, souhaitait qu'un de ses fils devienne prêtre à l'instar de ses oncles, mais le jeune André-Hubert s'y opposait fermement. Il avait d'ailleurs écrit sur l'un de ses livres : « Ce livre appartient à André-Hubert Fournet, bon garçon qui ne veut être ni moine, ni prêtre ».
Il entreprit des études de droit à Poitiers, rapidement abandonnées en raison de sa mauvaise écriture qui lui fermait les portes de la magistrature, et mena une vie plutôt mondaine avant de s'engager dans l'armée par coup de tête. Sa famille, mécontente de cette décision, l'envoya chez son oncle Jean Fournet, archiprêtre de Montmorillon mais résidant dans le petit village d'Haims. Cet oncle, décrit comme silencieux, austère et méditatif, eut une influence déterminante sur le jeune homme. 
Après cette période de réflexion dans la campagne austère de Haims, André-Hubert choisit finalement d'entrer au séminaire de Poitiers à l'âge de 22 ans.

### Prêtre et fondateur d'ordre
André-Hubert est ordonné prêtre en 1776. Placé d'abord comme vicaire chez son oncle Jean à Haims, il succéda en 1782 à son oncle Antoine à la paroisse de Saint-Pierre-de-Maillé où il s'installa dans le grand presbytère avec sa mère et sa sœur Catherine. À 29 ans, il jouissait d'une bonne paroisse, de revenus confortables et menait initialement une vie de prêtre bourgeois, recevant avec un certain luxe ses confrères et amis.
Un jour, un mendiant se présenta à la cure pour demander l'aumône. Le Père André lui offrit un pain au lieu de monnaie en arguant qu'il n'avait pas d'argent. Le mendiant lui répondit, voyant la table richement dressée : « Comment ? Vous n'avez pas d'argent et votre table en est couverte ! ». Cette parole bouleversa profondément André-Hubert, qui y vit une parole du Christ. Dès lors, il orienta sa vie vers la prière, le souci des pauvres et des malades.
Avec le début de la Révolution française, le Père Fournet, refusant de prêter le serment constitutionnel, dut partir en exil en Espagne en 1792. Il s'installa à Los Arcos, en Navarre, avec quelques-uns de ses confrères. Préoccupé par le sort de ses paroissiens abandonnés, il revint seul en France en 1797, vivant alors en proscrit et célébrant la messe clandestinement, de nuit, pour échapper aux persécutions. Il dira plus tard : « J'ai dit bien des messes de minuit dans ma vie ! ».
C'est en 1798, lors d'une messe clandestine dans une grange des Petits Marsillys, qu'il rencontre Jeanne-Élisabeth Bichier des Ages, une jeune châtelaine venue chercher les sacrements. Cette rencontre fut décisive : André-Hubert devint son directeur spirituel et ensemble ils fondèrent la congrégation des Filles de la Croix en 1807, dont il devint le supérieur.
En 1801, il revint définitivement dans son presbytère de Saint-Pierre-de-Maillé, où il demeura curé jusqu'en 1820. Dans tous les foyers de sa paroisse, on l'appelait affectueusement « le Bon Père ». Après quarante ans de ministère paroissial, il quitta Maillé en 1820 pour se consacrer entièrement à la direction de la congrégation des Filles de la Croix, s'installant à La Puye dans un ancien couvent de Fontevristes.
Jusqu'à sa mort, il continua à visiter les malades, à susciter de nombreuses vocations par son exemple, à remplacer des prêtres malades, et à évangéliser les populations locales avec enthousiasme et dévouement. En 1832, épuisé et malade, il dut renoncer à sa charge de supérieur de la congrégation. Deux ans plus tard, il mourut à La Puye le 13 mai 1834, à l'âge de 82 ans, entouré de sa sœur Catherine et des religieuses.

### Béatification, canonisation et fête

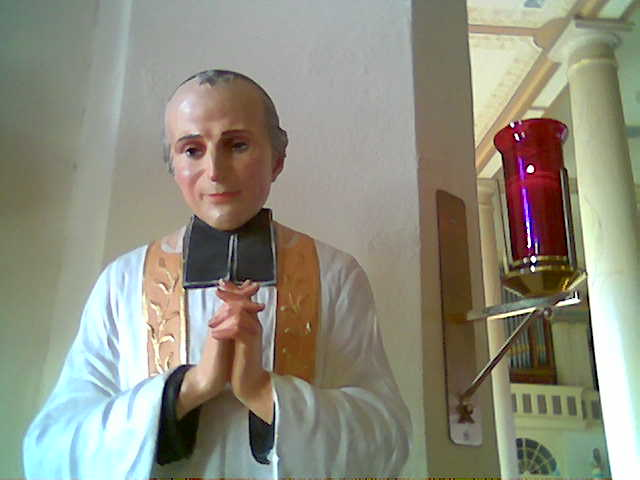
Statue de saint André-Hubert Fournet.

Sa cause fut introduite le 19 juillet 1877. Il est déclaré vénérable le 10 juillet 1921 par le pape Benoît XV.
André-Hubert Fournet fut béatifié le 16 mai 1926 par le pape Pie XI, en présence de nombreux membres de sa famille élargie, représentant les familles Pommeret, Pineau, Virey, de Chasseloup-Châtillon, de Boissieu, de la Chapelle, de l'Hermite, Poignand du Fontenioux, de Lauzon, Eygun, témoignant de la pérennité des traditions familiales. Il fut canonisé le 4 juin 1933 par le même Pape. Sa fête a été fixée au 13 mai.

## Héritage familial et spirituel
La famille Fournet illustre remarquablement la tradition des familles nombreuses catholiques de l'Ancien Régime et leur contribution à l'Église de France. Comme le soulignait un chroniqueur de l'époque de sa béatification, « les mêmes vertus conditionnent la vie surnaturelle et la vie tout court » : les descendants d'André-Hubert Fournet ont perpétué cette double tradition des familles nombreuses et des vocations religieuses, comptant parmi eux des missionnaires en Afrique et des prêtres en région parisienne.

## Citations
- « Souvent vous parlez et vous n'écoutez pas Dieu qui vous parle ».
- « Tâchez donc de ne pas partager l'aveuglement du monde qui ne vit que pour la vie présente ».